# كأس ألمانيا 1969–70
كأس ألمانيا 1969–70 (بالألمانية: DFB-Pokal 1969/70)‏ هو الموسم 27 من كأس ألمانيا. أشرف على تنظيمه اتحاد ألمانيا لكرة القدم، وكان عدد الأندية المشاركة فيه 32، وفاز فيه كيكرز أوفنباخ.